# Palos Blancos, Sinaloa
Palos Blancos är en ort i Mexiko.   Den ligger i kommunen Rosario och delstaten Sinaloa, i den centrala delen av landet, 800 km nordväst om huvudstaden Mexico City. Palos Blancos ligger 112 meter över havet och antalet invånare är 186.
Terrängen runt Palos Blancos är kuperad norrut, men söderut är den platt. Runt Palos Blancos är det glesbefolkat, med 15 invånare per kvadratkilometer. Närmaste större samhälle är Concordia, 15,6 km väster om Palos Blancos. I omgivningarna runt Palos Blancos växer i huvudsak lövfällande lövskog.